# サイモン・ブラッドストリート
サイモン・ブラッドストリート（英: Simon Bradstreet、洗礼日1603年/04年3月18日 - 1697年3月27日）は、イングランド植民地の政治家、実業家、外交官であり、マサチューセッツ湾植民地最後の総督になった。ジョン・ウィンスロップの船隊で1630年にマサチューセッツに到着し、ほとんど常に植民地の政治に関わったが、その総督になったのは1679年になってからだった。外交任務にも携わり、ロンドンの王室への代理人を務め、またニューイングランド連合のコミッショナーも務めた。政治的には比較的中道であり、言論の自由の擁護については少数派意見を述べ、イングランド国王チャールズ2世がイングランドの王座に返り咲いた後は、その要求に対応した。
ブラッドストリートは、アン・ダドリーと結婚した。アンはマサチューセッツ植民地の共同設立者トマス・ダドリーの娘であり、ニューイングランド初の詩集を出版した女性詩人だった。ブラッドストリートは実業家であり、土地や船舶運輸業に投資した。高齢まで活動した（93歳で死去した）ので、コットン・マザーは彼のことを「ニューイングランドのネストール」と評した。ブラッドストリートの子孫には、著名な法学者オリバー・ウェンデル・ホームズ・ジュニアやデイヴィッド・スーターがいる。

## 初期の経歴
サイモン・ブラッドストリートは1603年/04年3月18日に、イングランド、リンカンシャーにあるホーブリングで洗礼を受けた。父はサイモン・ブラッドストリート、母はマーガレットであり、3人居た息子の2番目だった。父は教区教会の牧師であり、アイルランド小貴族の子孫だった。父は非国教徒の推進者であり、子供のサイモンは早くからピューリタン的宗教観を獲得していた。ブラッドストリートは16歳の時に、ケンブリッジのエマヌエル・カレッジに入学した。そこで2年間勉強した後、1622年にトマス・ダドリーの助手として第4代リンカン伯爵セオフィラス・クリントンに仕えるようになった。ブラッドストリートが1623年から1624年にエマヌエル・カレッジに戻ったかどうかについては幾らか不確かなところがある。歴史家のベンに拠れば、ブラッドストリートはこの時期にエマヌエル・カレッジに戻り修士号を取得したことになっているが、系図学者のロバート・アンダーソンはそれが別人のことだという意見である。ブラッドストリートがエマヌエル・カレッジに在籍した期間に、ジョン・プレストンから第2代ウォリック伯爵ロバート・リッチの息子ロード・リッチの家庭教師あるいは指導者に推薦された。リッチは1623年時点で12歳であり、プレストンは1622年にエマヌエルの校長に指名されていた。
ブラッドストリートは、ダドリーが1624年にリンカンシャーのボストンに一時的に移動したときに、その地位を継承していた。数年後にダドリーが戻って来ると、ブラッドストリートはウォリック伯爵未亡人の執事として短期間務めた。1628年、ブラッドストリートはダドリーの娘アンと結婚した。アンはこのとき16歳だった。
1628年、ダドリーとリンカン伯爵の周辺にいた者達がマサチューセッツ湾会社を結成し、北アメリカにピューリタンの植民地を設立することを目指した。ブラッドストリートは1629年にこの会社と関わるようになり、1630年4月、マサチューセッツ湾に渡る船隊でダドリーや植民地総督のジョン・ウィンスロップと合流した。北アメリカではマサチューセッツ湾植民地の首都となるボストン市を設立した。

## マサチューセッツ湾植民地
ブラッドストリートはボストンに短期間滞在した後、ニュータウン（後にケンブリッジと改名された）の、現在ハーバード・スクエアとなっている所、ダドリーの家の近くに最初の住居を作った。1637年、無律法主義論争の時に、アン・ハッチンソンを裁いた裁判の判事の1人となり、植民地からの追放に賛成票を投じた。1639年、セイラムの町内、ジョン・エンデコットの敷地の近くに土地の払下げを受けた。暫くその地に住んだ後、イプスウィッチに移転し、1648年にはアンドーバーの町を設立した開拓者の1人となった。1666年、そのアンドーバーの家が火事で焼失した。「女中の不注意」による失火と考えられた。この頃様々な事業を行い、土地に投機し、他の植民地人と共に海岸貿易に関わる船舶に投資した。1660年、「ナラガンセット・カントリー」（現在のロードアイランド州南部）に興味を持つ土地開発会社のアシャートン会社に出資した。その会社の指導的人物の1人となり、管理委員を務め、その土地を宣伝する広告チラシを出版した。ブラッドストリートが死んだとき、その植民地に広がる5つの町に1,500エーカー (6.1 km2) 以上の土地を所有していた。奴隷を2人、すなわちハンナという女性とその娘であるビラを所有していたことが知られている。
If ever man were loved by wife, then thee;

If ever wife was happy in a man,

Compare with me, ye women, if you can.

I prize thy love more than whole mines of gold,

Or all the riches that the East doth hold.

2人が1つなら、確かに私たちだ

男が妻に愛されるなら、そのときはあなたを

妻が男の中で幸福であるなら、

私と比べて、あなたたち女性よ、貴女ができるなら。

私は金鉱山の全てよりも多くのあなたの愛を重んじる、

ブラッドストリートは植民地の政治に深く関わった。ボストンで委員会の会合が最初に行われたとき、ブラッドストリートは植民地の書記官に選任され、その職を1644年まで務めた。政治的には中庸であり、統治する役人に対して反対して批判する者を罰する法や司法判断に反対した。ブラッドストリートは、その本拠としたセイラムの町で1692年の多くの裁判を頂点とした魔女に対するヒステリー症状（セイラム魔女裁判）について、公然と反対もした。
ニューイングランド連合に対してマサチューセッツを代表するコミッショナーを長年務めた。この組織はニューイングランド各植民地に共通する問題（主に防衛）を調整するためのものだった。植民地の公的事項を支配する評議会に仕える補佐官には定期的に選出されていたが、最初に高官になったのは1678年、ジョン・レバレット総督の下で副総督に選ばれたときだった。ブラッドストリートは、植民地の隣国に対する軍事行動に反対し、1640年代のフランス領アカディア紛争に公式に介入することに反対し、第一次英蘭戦争（1652年-1654年）のときは、ニューネーデルラントに対する攻撃にも反対した。

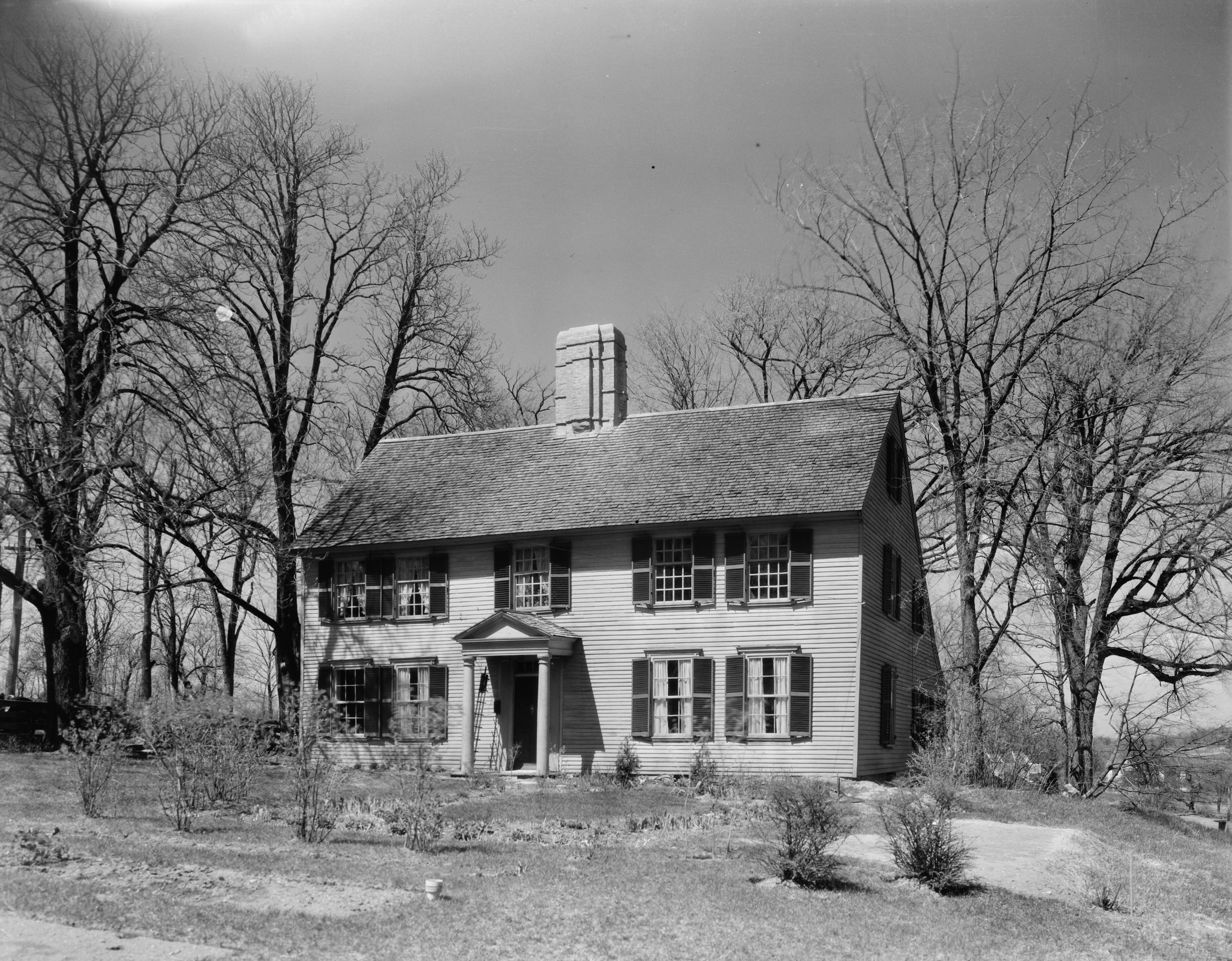
1930年代に撮影されたこの家屋は現在ノースアンドーバーにあり、長くブラッドストリートのものと考えられていた。20世紀になって1715年の建設であることがわかり、現在はパーソン・バーナード家屋と呼ばれている

ブラッドストリートは多くの外交任務に派遣され、開拓者や他のイングランド植民地と交渉し、ニューアムステルダムのオランダとも交渉した。1650年、コネチカット植民地のハートフォードに派遣され、イングランド植民地とニューアムステルダムの境界を決めるためにハートフォード条約の交渉を行った。その後の数年間でメイン州ヨークやキタリーの開拓者と交渉し、マサチューセッツの司法権下に持ってくる合意を形成した。
1660年にイングランド国王チャールズ2世がイングランドの王座に返り咲いた後、植民地当局はその植民地認証の権利を保護することについて再度心配するようになった。ブラッドストリートは1661年に「特許された権利、特権、国王に対する義務に関わる事項で適切と見なすべきことを検討議論する」立法委員会を主宰した。この委員会が起草した文書は植民地の認められた権利を再掲し、王室に対する同盟と忠誠の宣言も含んでいた。ブラッドストリートとジョン・ノートンがその文書をロンドンに持って行く代理人に選出された。国王チャールズ2世は認証を更新したが、その同意に付帯すべき条件を付けた文書を代理人に渡してマサチューセッツに送らせた。植民地は、他にも数ある中でもイングランド国教会やクエーカーのような宗教的少数派などに対して宗教的寛容さを拡大することを期待されていた。代理人達は議会の強硬路線派に酷く批判されたが、ブラッドストリートは国王の願望に最も安全な形で対応する必要性を挙げて弁護した。国王の要求に対して如何に対応するかで植民地は分かれた。ブラッドストリートは中道の「対応主義者」であり、植民地は国王の願望に従うべきだと論じた。この派閥は強硬な「民主路線」派との論争に敗れた。この派は植民地に認められる権利の積極的な維持を主張しており、1660年代を通じて総督のジョン・エンデコットやリチャード・ベリンガムが指導していた。1660年代後半、チャールズ2世はオランダとの戦争や国内の政治に気を取られており、植民地の問題は1670年代半ばまで放っておかれた。植民地と王室との関係は、国王が議会と宗教の改革について要求を再開し、強硬派が再度抵抗した時に危なくなった。

## 総督

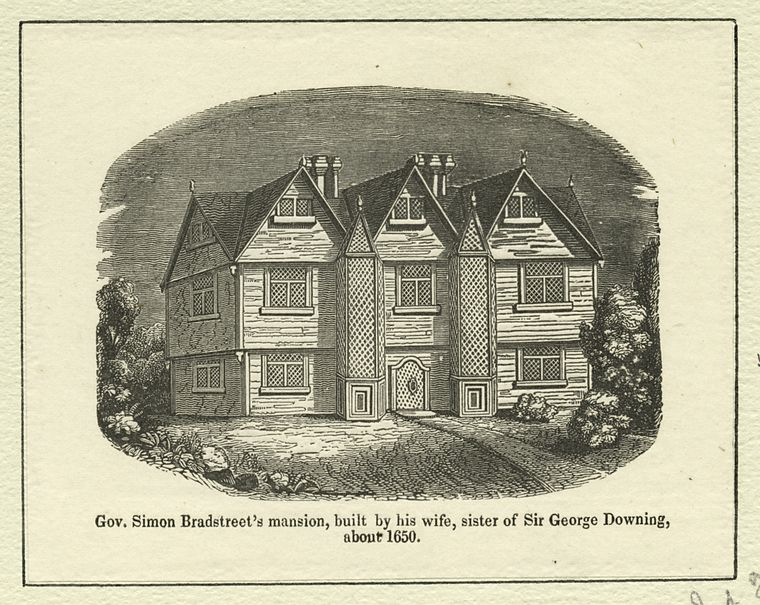
セイラムにあったブラッドストリートの邸宅

1679年初期、総督のジョン・レバレットが死亡し、副総督だったブラッドストリートがその地位を承継した。レバレットは国王の要求を入れることに反対しており、対応主義指導者への変更はあまりに遅すぎた。ブラッドストリートは当初の植民地認証の下では最後の総督となることになった。副総督のトマス・ダンフォースは民主路線派だった。ブラッドストリートの任期中に国王の代理人エドワード・ランドルフが植民地に居り、植民地の関わるある種の貿易を違法とする航海法を強制しようとしていた。ランドルフによる法執行の試みは、ブラッドストリートがランドルフに対応しようとしたにも拘わらず、植民地の商人階級とそれに同調する役人の双方から活発な抵抗を受けた。法に違背したと告発された船舶について陪審は告訴を拒むことが多かった。ある場合など陪審の判断を変えさせようとブラッドストリートが3度も試みたことがあった。ランドルフが航海法を執行させようとした試みは最終的に、植民地の議会がその執行を図る独自のやり方を創造することが必要だと確信させることになった。1681年には海事問題を扱う部局の創設法案が活発に議論され、民主路線派が優勢な議会下院はそのアイディアに反対し、中道派がそれを支持した。最終的に成立した法は民主路線派の勝利となり、法の執行を難しくし、報復的訴訟に訴えることになった。ブラッドストリートは実際のその法が実行されることを拒み、ランドルフが公開異議申立て状を発行した。ブラッドストリートは1682年に総督に再選されたときにある程度正当化されたので、その司法権限を使って法の効力を落とした。
植民地議会の強硬路線をランドルフが本国に報告すると脅したことで、植民地の言い分を通すためにイングランドに代理人を派遣することになった。しかし、その権限は限られていた。1682年遅くに代理人がロンドンに到着した直後、貿易委員会が植民地に対して最後通牒を発行した。その代理人に認証の修正を交渉できる権限など広い権限を認めるか、認証を無効にする危険を冒すかという選択を迫った。議会は代理人に強硬路線を採るよう指示を送るという反応をした。1683年の法的手続きに続いて、1684年10月23日に認証は無効となった。

## ニューイングランド王領、総督としての短期間の復帰

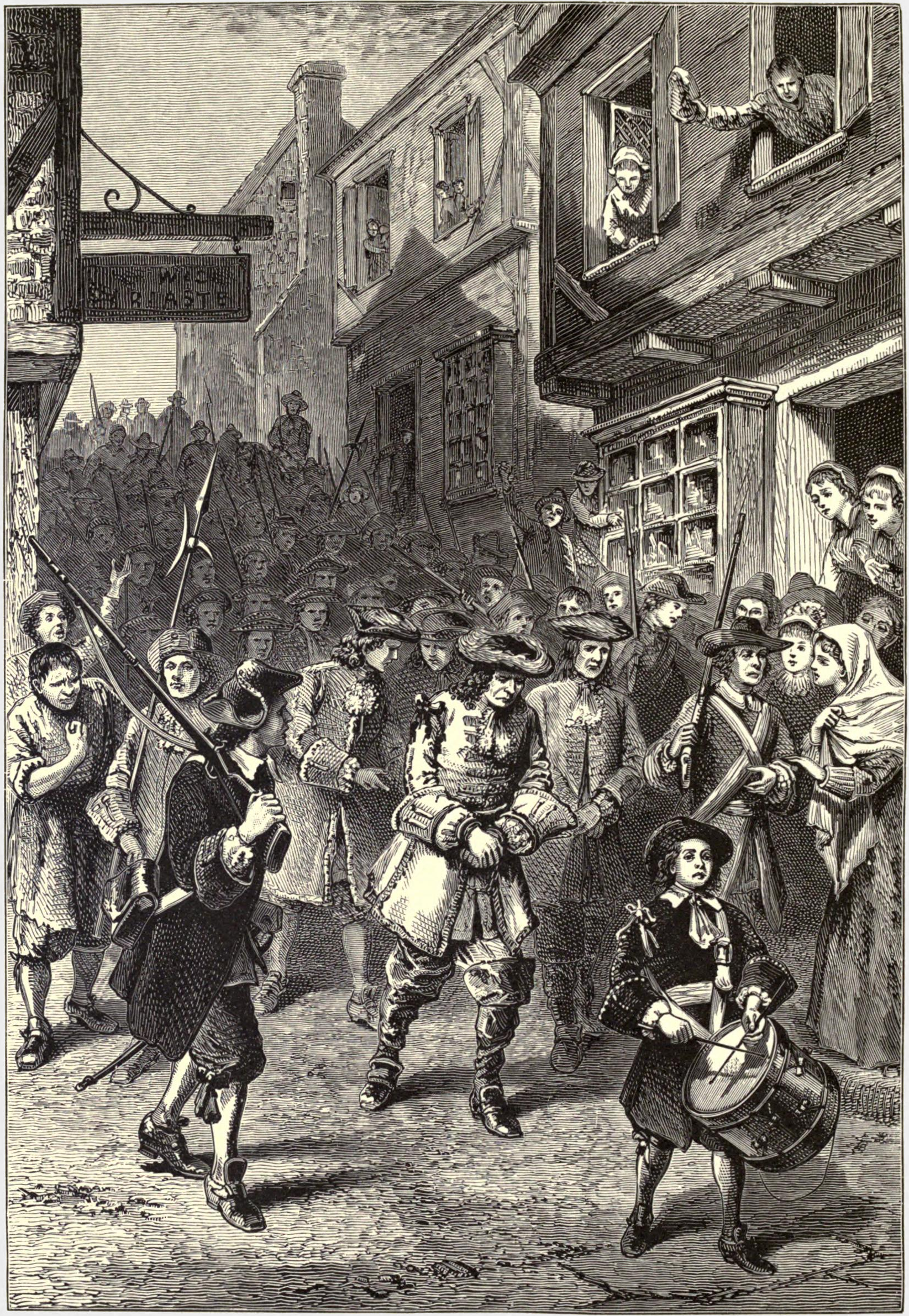
エドマンド・アンドロスの逮捕を描いた19世紀の絵画

1684年、国王チャールズ2世はニューイングランド王領を設立した。それまで植民地代理人の1人となっていたブラッドストリートの義弟であるジョセフ・ダドリーが、1685年に就位した国王ジェームズ2世からニューイングランド委員会議長に任命され、1686年5月には植民地を支配するようになった。ブラッドストリートはダドリーの評議員就任を提案されたが、それを拒否した。ダドリーは1686年にエドマンド・アンドロスと交代させられた。アンドロスはイングランド国教会のために会衆派教会の資産について土地の権利を無効にし、押収したためにマサチューセッツで酷く嫌われた。アンドロスの高圧的な統治は王領に入った他の植民地でも不人気だった。
アンドロスに対して革命を起こすという概念は1689年1月に既に起きており、それは1688年の名誉革命の知らせがボストンに到着する以前のことだった。ウィリアムとメアリーが王座に就いた後、ロンドンに居たマサチューセッツの代理人であるインクリース・マザーとウィリアム・フィップスが請願を行い、貿易省がマサチューセッツの植民地認証を回復させた。マザーはさらに貿易省を説得して、アンドロスに革命のことを知らせるのを遅らせた。マザーはブラッドストリートに宛てて既に知らせを含む文書を発信していた。それには植民地認証が違法に無効化されたこと、役人は「人々の心に変化の準備をさせる」べきことを述べた報告が、革命前に準備されて入っていた。革命の知らせは3月下旬には特定の個人レベルには届いており、ブラッドストリートは1689年4月18日にボストンで発生した暴動を組織した可能性がある数人の1人だった。ブラッドストリートは他の王領を支持する役人やアンドロスの評議員数人と共に、その日に暴動を鎮めるためにアンドロスの降伏を要求する公開状を送った。安全地帯であるキャッスルアイランドに逃亡したアンドロスが降伏し、数か月拘束された後で最後はイングランドに戻った。
アンドロスの逮捕の後で、安全委員会が結成され、ブラッドストリートがその委員長になった。この委員会はウィリアムとメアリーに宛てた文書を起草し、ウィリアムがイングランドに入る時の宣言に使ったのと似た言葉で植民地の行動を正当化した。委員会は植民地政府の姿を古い認証の下にあったものへ、かなり速やかに復させた。この政府形態でブラッドストリートが総督に復帰し、1692年まで毎年再選された。ブラッドストリートは古い支配体制を再導入することに反対する人々に対して植民地を守る必要があり、ロンドンに宛てた手紙でこれらの人々を問題を起こす反体制派の異邦人だと説明した。植民地の北部フロンティアはウィリアム王戦争（1688年-1697年）の渦中にあり、インディアンによる襲撃が繰り返されていた。ブラッドストリートはウィリアム・フィップスが1690年にアカディアとケベックに対して起こした遠征を承認した。

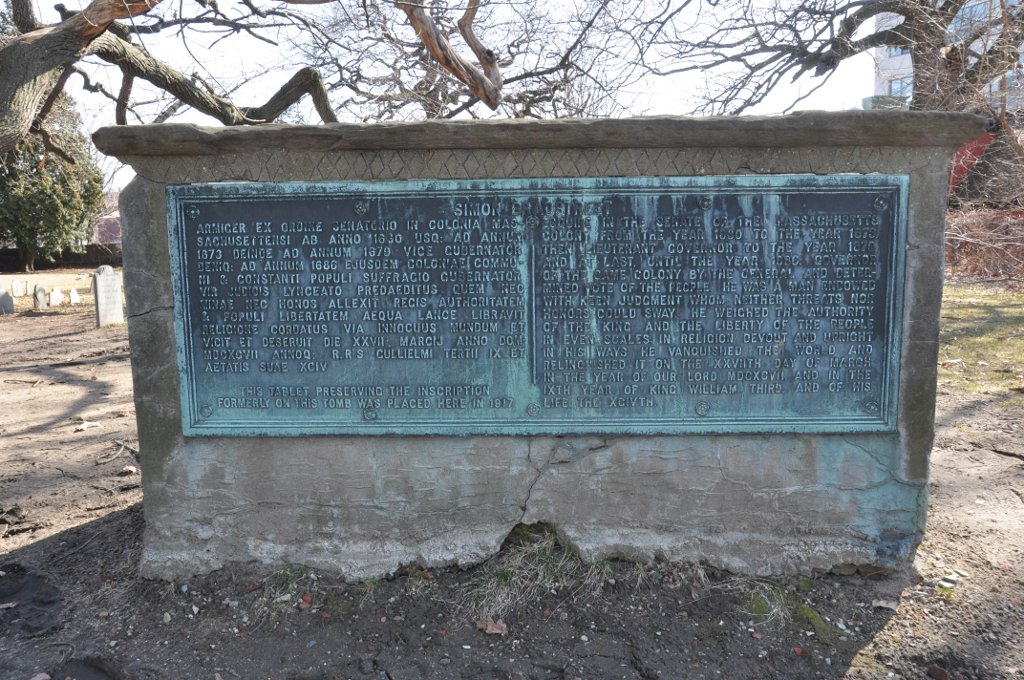
セイラムにあるブラッドストリートの墓

1691年、ウィリアムとメアリーがマサチューセッツ湾直轄植民地を設立する認証を発行し、フィップスをその初代総督に任命した。新総督が1692年に到着したときに、ブラッドストリートはフィップスの評議員の地位を提案されたが、辞退した。ブラッドストリートは1697年3月27日、セイラムの自宅で死去した。93歳だった。高齢になるまで活躍したので、コットン・マザーは彼のことを「ニューイングランドのネストール」と呼んだ。

## 家族と遺産
ブラッドストリートはセイラムのチャーター通り埋葬所に埋葬された。最初の妻アンの詩集が1650年にイングランドで出版され、それには夫に対して続く愛を表現する詩が含まれていた。アンは1672年に死んだ。この夫妻には8人の子供が生まれ、そのうち7人が成人した。1676年、ブラッドストリートはジョセフ・ガードナー大尉の未亡人であるアン・ガードナーと再婚した。ジョセフはセイラムのトマス・ガードナーの息子だった。ブラッドストリートの数多い子孫には、法学者のオリバー・ウェンデル・ホームズ・ジュニアやデイヴィッド・スーター、アメリカ合衆国大統領のハーバート・フーヴァー、俳優のハンフリー・ボガートがいる。